# Direktprojektor
Direktprojektor är en modern variant av Episkop som ger användaren möjlighet att direkt visa bilder, föremål, texter, utan förarbete, direkt på en vägg eller duk i full färg och i 9,5 gångers förstoring. Det krävs inte mörkläggning som tidigare och bilden är jämförelsevis ljusstark. Den tidigare bekanta värmeutvecklingen hos Episkop är här borta genom modern fläktteknik. Användarna finns inom all typ av undervisning med behov av snabb och enkel  visualisering av bilder, föremål etc. Förskola och skola kan härigenom visa bild och text ur fakta eller fiktionslitteratur eller upplevelsebilder för hela grupper utan något förarbete.